# Frank Rockefeller

Franklin Rockefeller um 1906

Franklin Rockefeller (* 8. August 1845 in Moravia, New York; † 15. April 1917 in Ohio) war ein US-amerikanischer Geschäftsmann und Viehzüchter.

## Leben
Nach seinen weitaus bekannteren Brüdern John Davison Rockefeller (1839–1937) und William Rockefeller (1841–1922) brachte ihre Mutter Eliza Davison Rockefeller am 8. August 1845 die Zwillinge Franklin und Francis zur Welt. Die Schwester starb im Alter von zwei Jahren. Sein Rufname war „Frank“. Der Vater, William Avery Rockefeller, war ein ungewöhnlich erfinderischer, aktiver, aggressiver all-round Geschäftsmann in Cayuga County, in der Nähe von Moravia am Owasco Lake. In den Wäldern von Tioga fällte er Kiefern, deren Stämme er zum bestmöglichen Preis verkaufte. Er sorgte dafür, dass in Moravia eine Distrikt-Schule eingerichtet wurde, die seine Kinder besuchten. Alle Kinder jener Zeit halfen bei der Arbeit in Haus und Hof. Die Söhne konnten Kühe melken, Küken und Geflügel aufziehen, den Pferden Geschirr anlegen, sie lenken, füttern und striegeln. Die Mutter sammelte Kräuter in Wald und Flur und stellte daraus Heilmittel her. Sie war eine sehr religiöse Frau. 1853 zog die Familie nach Strongsville, Ohio, ca. 25 km südwestlich von Cleveland, und ein Jahr später nach Parma. 1857 zogen sie dann in die Stadt, wo der Vater mit Hilfe seiner Söhne ein Haus in 33, Cheshire Street errichtete. Zu diesem Zeitpunkt war Franklin 12 Jahre alt.

### Bürgerkriegsjahre
Mit Beginn des Bürgerkriegs meldete sich Frank als Freiwilliger beim 7th Ohio Volunteer Infantry Regiment und gab sein Alter mit 18 Jahren an, obwohl er erst 16 war. Am 30. April 1861 zog sein Regiment in den Krieg. Das 7th Infanterie-Regiment, mit dem Spitznamen die „Fighting Roosters“ (die kämpfenden Hähne), nahm an den Kämpfen von Winchester, Antietam, Chancellorsville teil, wo Frank eine Kopfverletzung erlitt und nach Hause entlassen wurde. Er hatte drei Jahre in dem Freiwilligen-Regiment gedient.
Währenddessen hatten sich seine Brüder für $400 vom Wehrdienst freigekauft und John legte mit seiner Firma Clark & Rockefeller durch den Verkauf von Getreide und Fleisch an die Armee den Grundstock für sein späteres Raffinerie-Geschäft mit Rohöl.

### Geschäftsmann

Trabrennen auf der Glenville Rennbahn in Cleveland um 1900

Nach seiner Hochzeit 1870 trat Frank in die Firma seines Schwiegervaters, William C. Scofield, den Pioneer Oil Works ein, die bald an seinen Bruder John, der ebenfalls 1870 seine Standard Oil Company gegründet hatte, verkauft werden sollte.
1870 gründeten Frank Rockefeller, Sylvester Everett, Warren H. Corning und Howard M. Hanna die Aktiengesellschaft „The Northern Ohio Fair Assn.“ mit dem Ziel der Förderung von Landwirtschafts- und Gartenbau-Ausstellungen sowie von Trabrennen. In Glenville wurden 90 acres Land gekauft und Gebäude errichtet, einschließlich eines Amphitheaters mit 12.000 Sitzplätzen. Die erste Ausstellung fand vom 4. bis 7. Oktober 1870 statt und wurde von 85.000 Menschen besucht. 1881 wurde sie jedoch eingestellt und die Gebäude verkauft. Die Tochtergesellschaft Cleveland Driving Park Co. baute gleichzeitig 1870 auf der gegenüberliegenden Straßenseite die Glennville Pferderennbahn.
1884 investierte James Corrigan in die Eisenerzminen des Messabi Range Gürtels und kaufte „Franklin Mines“, an denen Frank Rockefeller sich beteiligte und die anfangs erfolgreich operierten. Als ihnen das Geld ausging, liehen sie sich bei John Davison Rockefeller $124,000 sowie kurzfristiges Kapital für die laufenden Kosten.
In der großen Bankenkrise von 1893 konnten die beiden ihren Verpflichtungen nicht nachkommen, und als John zu einer Verlängerung des Kredits nicht bereit war, kaufte er von Corrigan dessen 2500 Aktien der Standard Oil, die dieser aus einem früheren Geschäft hielt, für 168 $ pro Stück zurück. Innerhalb eines Monats stiegen diese auf $185 und Corrigan verklagte Rockefeller später bis zum höchsten Gericht in Ohio, dass dieser ihm die Fakten vorenthalten habe. Die Klage war jedoch erfolglos. Diese Erfahrung mit seinem Bruder soll Frank und John entfremdet haben.
Im März 1895 wurde Frank zum Direktor der Cleveland, Akron & Columbus Railway gewählt, deren Aktien er auch erwarb.
Danach arbeitete Frank in der Standard Oil Company in Cleveland, wo er begeistert die Taktik verfocht, die er als ehemaliger Konkurrent betrieben hatte. Doch bald geriet er in einen Kleinkrieg mit Col. William P. Thompson, der damit endete, dass Thompson 1887 in das New Yorker Büro von Standard umzog. Auch Feargus Squire, ehemaliger Bürgermeister on Wickliffe, drängte Frank beiseite.
1892 wurde Frank auf die kränkelnden Eisenwerke Buckeye Malleable Iron and Coupler (später Buckeye Automatic Coupler) aufmerksam, die automatische Kupplungen für die Eisenbahnen bauten. Zusammen mit Thomas Goodwillie von der Standard Oil Company in Baltimore investierten sie Kapital und sicherten somit eine Zusammenarbeit mit Standard. Viele von Franks Freunden investierten in die Buckeye Steel Castings, deren Präsident Frank 1905 wurde. 1908 übergab er die Firmenleitung an Samuel Prescott Bush, der 1901 von der Pennsylvania Railroad in die Firma gekommen war.
Noch am 1. August 1939 wurde auf Frank A. Quail, den Trustee von Helen E. Rockefeller, Ehefrau von Frank Rockefeller, ein Zertifikat ausgestellt für den Bezug von 44 Vorzugsaktien der Buckeye Company im Wert von $100,00 pro Stück.

### Rinderzüchter in Kansas

Rockefellers Ranch bei Belvidere, Kiowa County, in Kansas

Frank Rockefellers berühmter Hereford Bulle „Columbus“

1895 stieg Frank aus dem Ölgeschäft aus und kaufte Land in Kansas, das sein Vater während seiner Reisen gesehen und ihm empfohlen hatte. Im Tal von Soldier Creek, südwestlich von Croft in der Nähe von Belvidere, im Westen von Kansas, baute er sich seine Kiowa County Ranch für die Rinderzucht auf. 1904 besaß er 14.000 Acres Weideland und auf 5.000 acres baute er Luzerne (Alfalfa) als Futter an für seine 10.000 Herford-Rinder und ca. 1.000 Pferde. Er beschäftigte 40 Viehexperten für die Aufzucht und galt bald als bester Züchter von Hereford- und Kurzhorn-Rindern auf der Welt. Weiter hieß es, dass er plante, 91.000 acres Weideland mit Alfalfa zu bepflanzen, die größte bisher angebaute Fläche. Zwei seiner Pferde, „Fannie Foley“ und „Extractor“, nahmen an Rennen in Cleveland teil.
Neben der Kiowa Ranch besaß Frank weitere Ranches in Rawlins County und 8,000-acre im Cheyenne County im Nordwesten von Kansas. Percy E. Walden leitete die Rockefeller Ranch, in den Townships 4 und 5, Ranges 36 und 37, in Rawlins County. Sie bestand aus 13.500 Acres, teils Eigentum, teils Pacht, und 40 Meilen Zaun mit Stacheldraht. Hier kam es zu Streitigkeiten mit seinem Nachbarn, Chauncey Dewey, der Zäune durchschneiden und sein Vieh auf Rockefellers Weiden treiben ließ. Diese Auseinandersetzungen zogen sich über das gesamte Jahr 1902 hin bis Januar 1903, als Dewey fünf Angestellte schickte, die mit Winchester-Gewehren und Pistolen ausgerüstet waren, um Zäune durchzuschneiden. Dewey wurde schließlich angeklagt und verurteilt. 1905 verkaufte Frank diese beiden Ranches und bewirtschaftete nur noch Kiowa.

### Siegel-Sanders Live Stock Commission Company
Rockefeller war Aktionär und Direktor in der Kommissions-Gesellschaft in Kansas City, Missouri, deren Geschäft im An- und Verkauf von Zucht-, Nutz- und Schlachtvieh in Kommission bestand, d. h. der Kommissionär liefert das Gut, was er einkaufen soll, selbst oder er übernimmt zu verkaufendes Gut als Käufer selbst. Eine Vorschuss- oder Kreditgewährung wurde durch ein Besitzpfandrecht auf das Vieh abgesichert. Dieses wurde indossiert und bei der Bank eingereicht. Rockefeller hatte mit der Abwicklung der Geschäfte nichts zu tun. Diese wurden vom Präsidenten Frank Siegel und Reuben D. Swain, dem Sekretär und Schatzmeister, sowie den Direktoren Wm. Askew, E. E. Matchette ausgeführt. Weil die Gesellschaft nicht über ausreichend Kapital verfügte, um Geschäfte in der gewünschten Größenordnung durchführen zu können, versuchte sie, bei den Banken Geld zu leihen. Dafür verlangten die Banken die persönliche Garantie der Inhaber und Geschäftsführer, Schuldübernahme, so auch von Rockefeller. Aktenkundig ist eine Klage von 1902 Frank Rockefeller, Complainant, Vs. the National Bank of Commerce of Kansas City, Missouri, in der dieser die Forderung der Bank von 36.229.05 $ beglichen haben will. Die Bank ging gegen dieses Urteil in Berufung.

#### Gobbler Mining & Smelting Co.
Im Januar 1901 kaufte Frank die Gobbler Blei- und Zink-Erzminen in Wentworth. Er gründete die Aktiengesellschaft Gobbler Mining & Smelting Co. mit einem Kapital von 350,000 $. Frank hielt 2.450 Aktien à 100 $, während die anderen Aktien unter Utley Wedge aus Bayonne, N.Y., Frank Siegel und R. D. Swain aus Kansas City sowie Robert K. Pitkin aus Joplin verteilt waren.

### Der Betrug von Frank Siegel und Konkurs
Nachdem Frank bereits für von Siegel unterzeichnete Papiere über insgesamt $251,000 gezahlt hatte, brachte eine Überprüfung der Firmenbücher ans Licht, dass Frank Siegel illegale Geschäfte durch Strohmänner und doppelte Kredite getätigt hatte, deren Schaden sich auf 500,000 $ belief. Eine Klage gegen Siegel wollte Rockefeller Utley Wedge überlassen.

## Familie
Am 12. Oktober 1870 heiratete Frank in Cleveland Helen Elizabeth Scofield, geboren in Cleveland am 25. Februar 1848. Sie war eines der fünf Kinder von William C. Scofield und dessen Frau Ann Barker. Sein Haus „Lakeland“, in Wickliffe, Lake County, stand auf einem 100 Acre großen Gelände, auf dem er gerne ausritt. Hier hielt er Hunde, Vögel und auch exotische Tiere, wie Antilopen und Elche, die er später dem Tierpark „Wade Park Zoological Garden“ überließ. In dem großen Haus soll er auch die Schlachten aus dem Bürgerkrieg nachgebaut haben.
Frank und Helen hatten 5 Kinder, die alle in Cleveland geboren wurden, und von denen nur 2 Töchter das Erwachsenenalter erreichten und heirateten.
- Alice Maud (* 10. August 1871), war verkrüppelt
- Anna Beatrice (* 12. Oktober 1875) ⚭ 1909 William Fowler Nash;
- William Scofield (* 26. Dezember 1877; † 17. März 1878);
- Helen Effie (* 16. Dez. 1879) ⚭ 2. Juni 1903 Walter Scott Bowler;
- Myra (* 3. Juni 1884; † 23. August 1886).[21]

## Die Entfremdung der Brüder
John hatte wohl getroffen, als Frank 1870 ausgerechnet die Tochter seines Konkurrenten im Ölgeschäft, William C. Scofield, heiratete. Im sogenannten „Cleveland Massaker“ von 1872 kaufte John 22 der 26 Raffinerien in Cleveland auf, so auch Alexander, Scofield and Company.
Bei den Untersuchungen gegen die South Improvement Company bezeugte Frank Rockefeller in der öffentlichen Anhörung vor dem Kongress-Ausschuss am 7. Juli 1876, dass nach seinem Eindruck zu der Zeit Rabatte in einen Pool gingen und zwischen der Standard Oil Company und den Verantwortlichen der Eisenbahn aufgeteilt wurden. Er nannte vier der letzteren mit Namen, und zwei von ihnen schickten sofort ein Dementi an die Presse.
Nach dem Bankrott seiner Eisenerzmine am Lake Superior mit James Corrigan änderte sich die Beziehung zwischen den Brüdern abrupt. Nach 1895 sprachen sie nur noch im Beisein eines Dritten (als Zeugen) miteinander. Frank äußerte sich gegenüber der Presse abfällig über seine Brüder und bezeichnete John als „geistesgestört“ und „besessen“. Er hielt seine Kinder von der Familie fern und verließ die Kirche der Rockefellers (Euclid Avenue Baptist Church). Trotz dieses Verhaltens rettete John ihn zweimal vor dem Bankrott und beließ ihn als Direktor bei Standard Oil, so dass er ein großzügiges Gehalt bezog, und entsandte ihn in verschiedene Aufsichtsräte.

## William Avery Rockefeller alias Dr. William Levingston
Als 1905 im McClure’s Magazine die ersten Folgen von Ida Tarbells „History of Standard Oil“ mit einem Bild von Rockefellers Eltern erschien, machten Reporter sich auf die Suche von William Avery Rockefeller, dessen Verbleib seit dem Tod der Mutter Eliza 1889 im Haus ihres Sohnes William in New York unbekannt war. A. B. MacDonald, ein Reporter der „St. Louis Post Dispatch“, verbreitete die Nachricht, einen Dr. William Levingston in Freeport, Illinois, gefunden zu haben, weil dessen Grabstein das gleiche Geburtsdatum aufwies und als Sterbetag den 11. Mai 1906 in Freeport angab. Diese Nachricht wurde von Ida Tarbell aufgegriffen. Als Frank von Reportern 1908 um eine Stellungnahme dazu gebeten wurde, sagte er „Mein Vater lebt und es wird gut für ihn gesorgt“. Auf die Frage „Aber Wo?“ antwortete er, dass das die Öffentlichkeit nichts angehe und nannte die Geschichte „an unqualified lie“ (eine unqualifizierte Lüge).
Auf seinem Sterbebett diktierte Frank 1916 in Cleveland: „Frank Rockefeller has not sent for his brother John and will not send for him, nor will he advise his brother of his illness.“ (dt.: Frank Rockefeller hat nicht nach seinem Bruder John gesandt und wird nicht nach ihm schicken, noch wird er seinem Bruder seine Krankheit mitteilen.)
Dennoch kamen seine Brüder John und William am 17. April zur Beerdigung.